# Исетский, Александр Иванович
Александр Иванович Исетский (настоящая фамилия Поляков) (21 декабря 1896 года — 11 декабря 1963 года) — советский поэт и прозаик, член Союза писателей СССР.

## Биография
Родился 21 декабря 1896 года в посёлке Сысертского завода Екатеринбургского уезда Пермской губернии (ныне — город Сысерть Свердловской области) в семье рабочего. С 3-х лет остался без отца на попечении матери.
Окончил начальную школу, затем высшее начальное училище. Некоторое время учился в Уральском горном училище, но из-за материальных проблем оставил учёбу и работал табельщиком на кирпичном заводе. В годы Первой мировой войны был призван в Русскую императорскую армию. После её окончания участвовал в Гражданской войне на Дальнем Востоке, сражался в рядах приморских партизан. В 1922 году вернулся в Екатеринбург, где в течение двух лет работал в культурно-просветительных учреждениях города, затем — в учреждениях Наркомфина (по 1929 год).
Писать начал ещё в годы Гражданской войны, находясь в рядах Красной армии в качестве политпросветработника. В 1926—1929 годах был одним из членов литературной группы, организованной в декабре 1925 года редакцией екатеринбургской газеты «На смену!». В 1929 году Исетский был избран в правление Уральской ассоциации пролетарских писателей. Работал в литературно-художественном журнале «Штурм» (первоначальное название «Рост») ответственным секретарем, затем — в издательствах «Свердлгиз» и «Металлургиздат».
В 1934 году был принят в Союз писателей СССР. Однако вскоре был исключен из Союза, долгое время не мог устроиться на работу, не печатался.
Во время Великой Отечественной войны был на фронте в составе 93-й стрелковой дивизии, старшина административной службы. Награждён орденом Красной Звезды (15.07.1945), медалями «За боевые заслуги» (21.03.1944), «За победу над Германией в Великой Отечественной войне 1941—1945 гг.» (09.05.1945).
После демобилизации, в 1945—1948 годах, работал в газете «Уральский рабочий».
Проявил себя как очеркист. Многократно ездил в районы Свердловской области, что обогатило его материалом о современном Урале, особенно об уральской деревне.
Умер 11 декабря 1963 года в Свердловске после тяжелой болезни. Похоронен на Широкореченском кладбище. Рядом с ним похоронена жена — Медякова Евгения Петровна (1905—1992), также поэт и прозаик.
В 1964 году (после смерти писателя) вышел сборник А. И. Исетского «Буран», в который вошли его лучшие произведения.